# Jean-Stéphane Bron
Pour les articles homonymes, voir Bron (homonymie).
Jean-Stéphane Bron est un réalisateur et scénariste suisse, né à Lausanne en 1969, connu pour ses documentaires politiques.

## Biographie
Jean-Stéphane Bron naît à Lausanne en 1969.
Il est diplômé de l’École Cantonale d’Art de Lausanne (ECAL).
Ses documentaires traitent de questions de notre temps : crise de la démocratie, crise économique, montée du populisme. Usant de ressorts dramaturgiques proches de ceux de la fiction, ses films entretiennent un rapport particulier au cinéma de genre. Parmi eux, Connu de nos services (1997) qui aborde le scandale des fiches politiques compilées par la Police fédérale dans les années 70-80 ; Mais im Bundeshuus / Le Génie helvétique (2003), un des succès majeurs du cinéma suisse au box-office avec plus de 100'000 entrées, suit les travaux d’une Commission parlementaire en charge d’une Loi sur le génie génétique ; L’Expérience Blocher (2013), portrait du milliardaire et leader national-populiste Christoph Blocher, soulève une vive polémique. Cleveland contre Wall Street (2010), sur la crise des subprimes, présenté au Festival de Cannes (Quinzaine des Réalisateurs) est nommé aux César en France. Son film L’Opéra de Paris (2017) est ensuite largement diffusé à travers le monde. Avec ce film, qui a réuni plus de 200’000 spectateurs dans les salles, Jean-Stéphane Bron a obtenu en 2018, et pour la troisième fois, le Prix du Cinéma suisse dans la catégorie meilleur documentaire. En 2017, il réalise La Vallée, l'un des quatre téléfilms constituant la collection Ondes de choc produite par la RTS et la chaîne franco-allemande ARTE. En 2021, Jean-Stéphane Bron sort Cinq nouvelles du cerveau, long-métrage qui aborde les questions vertigineuses liées aux avancées dans les domaines des neurosciences et de l’Intelligence Artificielle. En 2022, il réalise la série documentaire Ma rue de l’Ale, qui explore la rue du réalisateur, à Lausanne.
Jean-Stéphane Bron est membre fondateur de la société de production Bande à part Films, aux côtés d’Ursula Meier, Frédéric Mermoud et Lionel Baier. 
Il est jury au sein du concours CinéCivic organisé par la Chancellerie genevoise qui a récompensé le journaliste Jérémy Seydoux en 2014. 
Il est membre du collectif 50/50 qui a pour but de promouvoir l’égalité des femmes et des hommes et la diversité dans le cinéma et l’audiovisuel,.

## Filmographie

### Réalisateur
- 1997 : Connu de nos services, documentaire
- 1999 : La Bonne Conduite (5 histoires d’auto-école), documentaire
- 2001 : En cavale, documentaire TV
- 2003 : Mais im Bundeshuus – Le génie helvétique, documentaire
- 2006 : Mon frère se marie
- 2009 : Traders, documentaire TV
- 2010 : Cleveland contre Wall Street, documentaire
- 2013 : L'Expérience Blocher, documentaire
- 2013 : Une petite leçon de cinéma: le documentaire, court métrage documentaire
- 2017 : L'Opéra, documentaire
- 2018 : La Vallée, inspiré de la fusillade de l'A1
- 2021 : Cinq nouvelles du cerveau, documentaire
- 2022 : Ma rue de l'Ale, série documentaire 4 x 45 minutes

### Collaborateur au scénario
- 2015 : Maryland, d'Alice Winocour
- 2019 : Proxima, d'Alice Winocour
- 2022 : Revoir Paris, d'Alice Winocour

### Producteur
- 2021 : Journal d'une ambulancière, de David Nicolas Parel
- 2021 : Les guérisseurs, de Marie-Eve Hildbrand
- 2022 : Full Tank, de Julia Bünter et Benjamin Bucher

### Acteur
- 2013 : Les grandes ondes (à l'ouest), de Lionel Baier : Philippe de Roulet, le patron de la radio suisse

## Distinctions

### Récompenses
Pour Cleveland contre Wall Street
- Prix du cinéma suisse Quartz 2011 : Meilleur documentaire
- IndieLisboa Festival international du cinéma indépendant: Public Award for Best Long Feature Film 2011[12]
- Paris Cinéma : Prix du Public 2010[13]
- Filmfest München: One Future Prize: Special Mention 2010[14]

Pour Mon frère se marie
- Festival international du film francophone de Namur: Bayard d'Or du meilleur scénario 2006[15] (avec Karine Sudan[16])

Pour Mais im Bundeshuus – Le génie helvétique
- Prix du cinéma suisse 2004 : Meilleur documentaire
- Cinéma du réel : Prix international de la Scam: Mention 2004[17]

Pour La Bonne Conduite (5 histoires d’auto-école)
- Festival international du film de Newport: Award for Original Vision 2000[18]
- DoubleTake Documentary Film Festival: Jury Award 2000[19]

### Nominations
Pour Une petite leçon de cinéma : le documentaire
- Prix du cinéma suisse Quartz 2015 : nomination pour le meilleur court métrage[20]

Pour L'Expérience Blocher
- Prix du cinéma suisse Quartz 2014 : nomination pour le meilleur documentaire[21] (nominations également de Karine Sudan pour le meilleur montage et de Christian Garcia[22] pour la meilleure musique de film)
- CPH:DOX, Festival international du film documentaire de Copenhague : nominations pour CPH:DOX Award 2013 et Politiken Audience Award 2013
- Festival international du film de Moscou : nomination pour le Golden George 2014 du meilleur film de la compétition documentaire

Pour Cinq nouvelles du cerveau
- Prix du cinéma suisse Quartz 2021 : nomination pour le meilleur documentaire[23]
- Prix du cinéma suisse Quartz 2021 : nomination pour la meilleure musique originale pour Christian Garcia[23]